# 国民议会 (布基纳法索)
国民议会（法語：Assemblée nationale）是布基纳法索的国家立法机关。国民议会实行一院制，由127名议员组成，其中111名由各省选区选举产生，16名由全国名单选举产生。现任国民议会主席是萨利夫·迪亚洛。

## 外部連結
- （法文） Assemblée Nationale du Burkina Faso (no website exists under .bf subdomain)